# مجموعة قلمرية
مجموعة كويمبرا (بالإنجليزية: Coimbra Group)‏ هي منظمة أوروبية للجامعات تأسست سنة 1985، وتضم المجموعة الجامعات التي تتميز بالعراقة، اخذت المجموعة اسمها من مدينة كويمبرا بالبرتغال التي تتواجد فيها جامعة كويمبرا أحد أعرق الجامعات الأوروبية.

## الأعضاء
| النمسا - جامعة غراتس بلجيكا - الجامعة الكاتوليكية قي لوفان جمهورية التشيك - جامعة كارلوفا الدنمارك - جامعة آرهوس إستونيا - جامعة تارتو فنلندا - جامعة أكاديمية أبو - جامعة توركو فرنسا - جامعة ليون - جامعة مونبلييه - جامعة بواتييه ألمانيا - جامعة جورج-اوجوست قي غوتنغن - جامعة هايدلبرغ - جامعة فريدريش شيلير قي يينا - جامعة فورتسبورج اليونان - جامعة اريسطو قي ثيسالونيكى المجر - جامعة يوتفوس لوراند أيرلندا - جامعة ايرلاندا الوطنية-جالاواى - جامعة دبلن (كلية ترينيتى دوبلين، كليه واحده في الجامعة) |  | إيطاليا - جامعة بولونيا - جامعة بادوا - جامعة بافيا - جامعة سيينا هولندا - جامعة جرونينجين - جامعة ليدن النرويج - جامعة برجن بولندا - الجامعة اليوجايليه البرتغال - جامعة كويمبرا تركيا - جامعة اسطنبول رومانيا - جامعة ياش إسبانيا - جامعة برشلونة - جامعة غرناطة - جامعة سالامانكا السويد - جامعة أوبسالا سويسرا - جامعة جنيف المملكة المتحدة - جامعة بريستول - جامعة كامبريدج - جامعة أوكسفورد - جامعة إدنبرة |